# Llista de topònims de Celrà
Llista de topònims (noms propis de lloc) del municipi de Celrà, al Gironès
Informació actualitzada per un bot. Els canvis manuals es perdran quan s'actualitzi!

## cabana
| imatge | Nom                     | Ubicat a | instància de | Detalls | coordenades                                                         | Protecció | Commons (més fotos) | Dades a WD                    |
| ------ | ----------------------- | -------- | ------------ | ------- | ------------------------------------------------------------------- | --------- | ------------------- | ----------------------------- |
|        | Cal Retard              | Celrà    | cabana       |         | 41° 59′ 38″ N, 2° 52′ 14″ E / 41.993818516488°N,2.8705956327165°E   |           |                     | Modifica les dades a Wikidata |
|        | barraca d'en Vicenç Pla | Celrà    | cabana       |         | 41° 59′ 35″ N, 2° 51′ 58″ E / 41.9930298432765°N,2.86615421752602°E |           |                     | Modifica les dades a Wikidata |

## casa
| imatge | Nom                                      | Ubicat a | instància de | Detalls                                                                      | coordenades                                                  | Protecció                                  | Commons (més fotos)  | Dades a WD                    |
| ------ | ---------------------------------------- | -------- | ------------ | ---------------------------------------------------------------------------- | ------------------------------------------------------------ | ------------------------------------------ | -------------------- | ----------------------------- |
|        | Can Barca                                | Celrà    | casa         |                                                                              | 42° 01′ 28″ N, 2° 52′ 47″ E / 42.024548°N,2.879605°E         | bé integrant del patrimoni cultural català |                      | Modifica les dades a Wikidata |
|        | Can Mallola                              | Celrà    | casa         | Estil: arquitectura popular                                                  | 42° 01′ 27″ N, 2° 52′ 41″ E / 42.024258°N,2.877993°E         | bé integrant del patrimoni cultural català |                      | Modifica les dades a Wikidata |
|        | Can Romagós                              | Celrà    | casa         | Estil: arquitectura popular                                                  | 42° 01′ 30″ N, 2° 52′ 44″ E / 42.024971°N,2.878988°E         | bé integrant del patrimoni cultural català |                      | Modifica les dades a Wikidata |
|        | Conjunt de cases menestrals de Celrà     | Celrà    | casa         | Estil: arquitectura popular                                                  | 42° 01′ 21″ N, 2° 52′ 44″ E / 42.022422°N,2.879005°E         | bé integrant del patrimoni cultural català |                      | Modifica les dades a Wikidata |
|        | Finestra i porta de Can Quel de l'Estanc | Celrà    | casa         | Estil: arquitectura gòtica arquitectura del Renaixement arquitectura popular | 42° 01′ 28″ N, 2° 52′ 43″ E / 42.024475°N,2.878742°E 70 msnm | bé integrant del patrimoni cultural català | Can Quel de l'Estanc | Modifica les dades a Wikidata |
|        | Torre Pagans                             | Celrà    | casa         | Estil: noucentisme                                                           | 42° 01′ 33″ N, 2° 52′ 21″ E / 42.02591°N,2.872457°E          | bé integrant del patrimoni cultural català |                      | Modifica les dades a Wikidata |

## castell
| imatge | Nom                  | Ubicat a | instància de | Detalls                     | coordenades                                                         | Protecció                                            | Commons (més fotos) | Dades a WD                    |
| ------ | -------------------- | -------- | ------------ | --------------------------- | ------------------------------------------------------------------- | ---------------------------------------------------- | ------------------- | ----------------------------- |
|        | Castell dels Carlins | Celrà    | castell      |                             | 42° 01′ 08″ N, 2° 52′ 19″ E / 42.0187863313845°N,2.87181324432499°E |                                                      |                     | Modifica les dades a Wikidata |
|        | castell de Celrà     | Celrà    | castell      |                             | 42° 01′ 12″ N, 2° 52′ 55″ E / 42.019891°N,2.881834°E 101 msnm       | bé d'interès cultural bé cultural d'interès nacional | Castell de Celrà    | Modifica les dades a Wikidata |
|        | castell de Palagret  | Celrà    | castell      | Estil: arquitectura popular | 42° 00′ 41″ N, 2° 53′ 30″ E / 42.011439°N,2.8917°E                  | bé d'interès cultural bé cultural d'interès nacional | Castell de Palagret | Modifica les dades a Wikidata |

## edifici
| imatge | Nom              | Ubicat a | instància de | Detalls                                   | coordenades                                                                | Protecció                                  | Commons (més fotos) | Dades a WD                    |
| ------ | ---------------- | -------- | ------------ | ----------------------------------------- | -------------------------------------------------------------------------- | ------------------------------------------ | ------------------- | ----------------------------- |
|        | Ateneu de Celrà  | Celrà    | edifici      | Estil: arquitectura modernista            | 42° 01′ 35″ N, 2° 52′ 41″ E / 42.026421°N,2.877962°E ca:Plaça de l'Estatut | bé cultural d'interès local                |                     | Modifica les dades a Wikidata |
|        | Can Vilar        | Celrà    | edifici      | Estil: arquitectura eclèctica             | 42° 01′ 24″ N, 2° 51′ 02″ E / 42.023452°N,2.850659°E                       | bé integrant del patrimoni cultural català |                     | Modifica les dades a Wikidata |
|        | Celler d'en Bosc | Celrà    | edifici      | Estil: arquitectura popular Estat: ruïnós |                                                                            | bé integrant del patrimoni cultural català |                     | Modifica les dades a Wikidata |

## entitat singular de població
| imatge | Nom         | Ubicat a | instància de                                                                   | Detalls  | coordenades                                                                     | Protecció | Commons (més fotos) | Dades a WD                    |
| ------ | ----------- | -------- | ------------------------------------------------------------------------------ | -------- | ------------------------------------------------------------------------------- | --------- | ------------------- | ----------------------------- |
|        | Balmes      | Celrà    | entitat singular de població                                                   | 0 hab    | 42° 01′ 27″ N, 2° 52′ 35″ E / 42.02405247°N,2.876390219°E 67.842 msnm           |           |                     | Modifica les dades a Wikidata |
|        | Cal Tinent  | Celrà    | entitat singular de població                                                   | 7 hab    | 42° 01′ 29″ N, 2° 52′ 43″ E / 42.0247°N,2.87861°E 144 msnm                      |           |                     | Modifica les dades a Wikidata |
|        | Celrà       | Celrà    | entitat singular de població ens local històric de Catalunya capital municipal | 5452 hab | 42° 02′ 00″ N, 2° 53′ 00″ E / 42.03333°N,2.88333°E 71 msnm                      |           |                     | Modifica les dades a Wikidata |
|        | Congost     | Celrà    | entitat singular de població                                                   | 0 hab    | 42° 01′ 32″ N, 2° 51′ 58″ E / 42.025521°N,2.866038°E 62 msnm                    |           |                     | Modifica les dades a Wikidata |
|        | Indústria   | Celrà    | entitat singular de població polígon industrial                                | 0 hab    | 42° 01′ 59″ N, 2° 52′ 52″ E / 42.032977°N,2.881211°E 51 msnm                    |           |                     | Modifica les dades a Wikidata |
|        | Mas Blanc   | Celrà    | entitat singular de població                                                   | 11 hab   | 42° 01′ 08″ N, 2° 52′ 50″ E / 42.01880555555555°N,2.8806055555555554°E 103 msnm |           |                     | Modifica les dades a Wikidata |
|        | Mas Castell | Celrà    | entitat singular de població                                                   | 5 hab    | 42° 01′ 14″ N, 2° 52′ 55″ E / 42.020472222222°N,2.8820555555556°E 105 msnm      |           |                     | Modifica les dades a Wikidata |
|        | Mas Padró   | Celrà    | entitat singular de població                                                   | 3 hab    | 42° 01′ 27″ N, 2° 53′ 14″ E / 42.024107°N,2.887086°E 97 msnm                    |           |                     | Modifica les dades a Wikidata |
|        | Mas Serra   | Celrà    | entitat singular de població                                                   | 18 hab   | 42° 01′ 02″ N, 2° 52′ 50″ E / 42.017250722077°N,2.8805102911391°E 98 msnm       |           |                     | Modifica les dades a Wikidata |
|        | Mas Valls   | Celrà    | entitat singular de població                                                   | 8 hab    | 42° 01′ 01″ N, 2° 52′ 51″ E / 42.016972222222°N,2.8807222222222°E 104 msnm      |           |                     | Modifica les dades a Wikidata |
|        | Mas Verai   | Celrà    | entitat singular de població                                                   | 35 hab   | 42° 01′ 14″ N, 2° 52′ 13″ E / 42.020496°N,2.870388°E 120 msnm                   |           | Mas Verai           | Modifica les dades a Wikidata |
|        | Palagret    | Celrà    | entitat singular de població                                                   | 14 hab   | 42° 01′ 42″ N, 2° 53′ 17″ E / 42.028472222222°N,2.8880833333333°E 62 msnm       |           |                     | Modifica les dades a Wikidata |

## església
| imatge | Nom                 | Ubicat a | instància de     | Detalls                                                                   | coordenades                                                   | Protecció                   | Commons (més fotos) | Dades a WD                    |
| ------ | ------------------- | -------- | ---------------- | ------------------------------------------------------------------------- | ------------------------------------------------------------- | --------------------------- | ------------------- | ----------------------------- |
|        | Sant Feliu de Celrà | Celrà    | església         | Estil: arquitectura romànica arquitectura gòtica arquitectura neoclàssica | 42° 01′ 29″ N, 2° 52′ 45″ E / 42.024742°N,2.879267°E 70 msnm  | bé cultural d'interès local | Sant Feliu de Celrà | Modifica les dades a Wikidata |
|        | Sant Sixt i Sant Ou | Celrà    | església capella |                                                                           | 42° 01′ 06″ N, 2° 51′ 11″ E / 42.018307°N,2.853131°E 100 msnm |                             |                     | Modifica les dades a Wikidata |

## forn de calç
| imatge | Nom                       | Ubicat a | instància de | Detalls                     | coordenades | Protecció                                  | Commons (més fotos) | Dades a WD                    |
| ------ | ------------------------- | -------- | ------------ | --------------------------- | ----------- | ------------------------------------------ | ------------------- | ----------------------------- |
|        | Forn de calç Cal Taverner | Celrà    | forn de calç | Estil: arquitectura popular |             | bé integrant del patrimoni cultural català |                     | Modifica les dades a Wikidata |
|        | Forn de calç Mas Garriga  | Celrà    | forn de calç | Estil: arquitectura popular |             | bé integrant del patrimoni cultural català |                     | Modifica les dades a Wikidata |

## masia
| imatge | Nom                     | Ubicat a | instància de     | Detalls                     | coordenades                                                                  | Protecció                                            | Commons (més fotos) | Dades a WD                    |
| ------ | ----------------------- | -------- | ---------------- | --------------------------- | ---------------------------------------------------------------------------- | ---------------------------------------------------- | ------------------- | ----------------------------- |
|        | Ca l'Arpa               | Celrà    | masia            |                             | 42° 01′ 28″ N, 2° 52′ 00″ E / 42.0244456133174°N,2.86664399631264°E          |                                                      |                     | Modifica les dades a Wikidata |
|        | Cal Carabiner           | Celrà    | masia            |                             | 42° 01′ 43″ N, 2° 52′ 06″ E / 42.0285995537087°N,2.86827821280151°E          |                                                      |                     | Modifica les dades a Wikidata |
|        | Cal Dineret             | Celrà    | masia            |                             | 41° 59′ 35″ N, 2° 52′ 11″ E / 41.9929167581645°N,2.86963158866342°E 347 msnm |                                                      | Cal Dineret         | Modifica les dades a Wikidata |
|        | Cal Guimeni             | Celrà    | masia            |                             | 42° 01′ 34″ N, 2° 53′ 00″ E / 42.0260128569338°N,2.88326230976041°E          |                                                      |                     | Modifica les dades a Wikidata |
|        | Cal Magrit              | Celrà    | masia            |                             | 42° 00′ 54″ N, 2° 52′ 38″ E / 42.015090628866°N,2.87732804038315°E           |                                                      |                     | Modifica les dades a Wikidata |
|        | Cal Pastor              | Celrà    | masia            |                             | 42° 01′ 00″ N, 2° 52′ 29″ E / 42.0167631746043°N,2.87483678033114°E          |                                                      |                     | Modifica les dades a Wikidata |
|        | Cal Rei Vinyes          | Celrà    | masia            | Estil: arquitectura popular | 42° 01′ 11″ N, 2° 52′ 42″ E / 42.019589°N,2.878425°E                         | bé integrant del patrimoni cultural català           |                     | Modifica les dades a Wikidata |
|        | Campassol               | Celrà    | masia            |                             | 42° 01′ 52″ N, 2° 53′ 42″ E / 42.0310138140127°N,2.89494717130648°E          |                                                      |                     | Modifica les dades a Wikidata |
|        | Campassols              | Celrà    | masia            |                             | 42° 01′ 03″ N, 2° 52′ 50″ E / 42.0175707377163°N,2.88043940984266°E          |                                                      |                     | Modifica les dades a Wikidata |
|        | Can Boca                | Celrà    | masia            |                             | 42° 00′ 58″ N, 2° 52′ 39″ E / 42.0160364403483°N,2.87743492259956°E          |                                                      |                     | Modifica les dades a Wikidata |
|        | Can Bosc                | Celrà    | masia            |                             | 42° 01′ 21″ N, 2° 52′ 45″ E / 42.0224239377617°N,2.87912579014194°E          |                                                      |                     | Modifica les dades a Wikidata |
|        | Q28711471               | Celrà    | masia            | Estil: arquitectura popular | 42° 01′ 28″ N, 2° 52′ 52″ E / 42.024496°N,2.881103°E                         | bé integrant del patrimoni cultural català           |                     | Modifica les dades a Wikidata |
|        | Can Bota                | Celrà    | masia            |                             | 42° 01′ 01″ N, 2° 52′ 50″ E / 42.0169583252287°N,2.88047679071749°E          |                                                      |                     | Modifica les dades a Wikidata |
|        | Can Bòlit               | Celrà    | masia            |                             | 42° 01′ 17″ N, 2° 52′ 21″ E / 42.0213269632383°N,2.87249663068161°E          |                                                      |                     | Modifica les dades a Wikidata |
|        | Can Calvó               | Celrà    | masia            | Estil: arquitectura popular | 42° 01′ 17″ N, 2° 52′ 35″ E / 42.021438°N,2.876398°E                         | bé integrant del patrimoni cultural català           |                     | Modifica les dades a Wikidata |
|        | Can Clademàs            | Celrà    | masia            |                             | 42° 01′ 15″ N, 2° 52′ 26″ E / 42.0207069220078°N,2.87377820506222°E          |                                                      |                     | Modifica les dades a Wikidata |
|        | Can Cornei              | Celrà    | masia            |                             | 42° 01′ 06″ N, 2° 52′ 15″ E / 42.0182176683132°N,2.8707031949636°E           |                                                      |                     | Modifica les dades a Wikidata |
|        | Can Cornellà            | Celrà    | masia            | Estil: arquitectura popular | 42° 01′ 24″ N, 2° 52′ 52″ E / 42.023271°N,2.881033°E                         | bé integrant del patrimoni cultural català           |                     | Modifica les dades a Wikidata |
|        | Can Cors                | Celrà    | masia            |                             | 42° 01′ 33″ N, 2° 52′ 40″ E / 42.025794°N,2.877761°E                         | bé integrant del patrimoni cultural català           |                     | Modifica les dades a Wikidata |
|        | Can Cuc                 | Celrà    | masia            |                             | 42° 01′ 22″ N, 2° 53′ 16″ E / 42.0227478443533°N,2.88766504755782°E          |                                                      |                     | Modifica les dades a Wikidata |
|        | Can Galter              | Celrà    | masia            | Estil: arquitectura popular | 42° 01′ 20″ N, 2° 52′ 30″ E / 42.022287°N,2.874971°E                         | bé integrant del patrimoni cultural català           |                     | Modifica les dades a Wikidata |
|        | Can Gelit Petit         | Celrà    | masia            |                             | 42° 01′ 21″ N, 2° 52′ 10″ E / 42.0225753093901°N,2.86931736175578°E          |                                                      |                     | Modifica les dades a Wikidata |
|        | Can Gic                 | Celrà    | masia            |                             | 42° 01′ 10″ N, 2° 53′ 25″ E / 42.0193818351715°N,2.89021951191675°E          |                                                      |                     | Modifica les dades a Wikidata |
|        | Can Guinard             | Celrà    | masia            |                             | 42° 01′ 28″ N, 2° 53′ 22″ E / 42.0245597812555°N,2.88931673150476°E          |                                                      |                     | Modifica les dades a Wikidata |
|        | Can Jan Isidre          | Celrà    | masia            |                             | 42° 01′ 05″ N, 2° 52′ 35″ E / 42.0179356453583°N,2.87632008932521°E          |                                                      |                     | Modifica les dades a Wikidata |
|        | Can Liro                | Celrà    | masia            |                             | 42° 02′ 19″ N, 2° 52′ 42″ E / 42.0385720178009°N,2.87838235394628°E          |                                                      |                     | Modifica les dades a Wikidata |
|        | Can Marturi             | Celrà    | masia            |                             | 42° 01′ 30″ N, 2° 53′ 11″ E / 42.0251154068838°N,2.88646501200915°E          |                                                      |                     | Modifica les dades a Wikidata |
|        | Can Medinyà             | Celrà    | masia            |                             | 42° 01′ 33″ N, 2° 52′ 43″ E / 42.025799°N,2.878691°E                         | bé integrant del patrimoni cultural català           |                     | Modifica les dades a Wikidata |
|        | Can Miqueló             | Celrà    | masia            |                             | 42° 00′ 19″ N, 2° 51′ 26″ E / 42.0053040621522°N,2.85713207959289°E          |                                                      |                     | Modifica les dades a Wikidata |
|        | Can Nebot               | Celrà    | masia            |                             | 42° 01′ 28″ N, 2° 53′ 02″ E / 42.0244192874997°N,2.88385711267594°E          |                                                      |                     | Modifica les dades a Wikidata |
|        | Can Pagans              | Celrà    | masia            |                             | 42° 01′ 40″ N, 2° 52′ 25″ E / 42.0276959964548°N,2.87371606069827°E          |                                                      |                     | Modifica les dades a Wikidata |
|        | Can Pagès de les Pedres | Celrà    | masia            |                             | 42° 01′ 18″ N, 2° 52′ 23″ E / 42.0216878969631°N,2.87309985081519°E          |                                                      |                     | Modifica les dades a Wikidata |
|        | Can Paicebes            | Celrà    | masia            |                             | 42° 01′ 20″ N, 2° 52′ 28″ E / 42.0222207085888°N,2.87439123636206°E          |                                                      |                     | Modifica les dades a Wikidata |
|        | Can Passasserres        | Celrà    | masia            |                             | 42° 00′ 27″ N, 2° 51′ 21″ E / 42.0075902972966°N,2.85596765338023°E          |                                                      |                     | Modifica les dades a Wikidata |
|        | Can Pelaocells          | Celrà    | masia            |                             | 42° 01′ 00″ N, 2° 52′ 37″ E / 42.0166214315329°N,2.87702315193423°E          |                                                      |                     | Modifica les dades a Wikidata |
|        | Can Pep Rei             | Celrà    | masia            |                             | 42° 01′ 13″ N, 2° 52′ 37″ E / 42.0202690859001°N,2.87699196679293°E          |                                                      |                     | Modifica les dades a Wikidata |
|        | Can Pere Mola           | Celrà    | masia            |                             | 42° 01′ 05″ N, 2° 52′ 37″ E / 42.0179904894773°N,2.87706882678678°E          |                                                      |                     | Modifica les dades a Wikidata |
|        | Can Peric de Bosc       | Celrà    | masia            |                             | 42° 00′ 44″ N, 2° 52′ 16″ E / 42.0122738687763°N,2.87122246911354°E          |                                                      |                     | Modifica les dades a Wikidata |
|        | Can Picó                | Celrà    | masia            |                             | 42° 01′ 27″ N, 2° 52′ 20″ E / 42.0242809566042°N,2.87233369768392°E          |                                                      |                     | Modifica les dades a Wikidata |
|        | Can Ponac               | Celrà    | masia            |                             | 42° 01′ 37″ N, 2° 52′ 35″ E / 42.0268161382358°N,2.87627871855301°E          |                                                      |                     | Modifica les dades a Wikidata |
|        | Can Pou                 | Celrà    | masia            | Estil: arquitectura popular | 42° 01′ 18″ N, 2° 52′ 37″ E / 42.021614°N,2.877014°E                         | bé integrant del patrimoni cultural català           |                     | Modifica les dades a Wikidata |
|        | Can Prat del Puig       | Celrà    | masia            |                             | 42° 01′ 31″ N, 2° 53′ 19″ E / 42.0252706492985°N,2.88863904635103°E          |                                                      |                     | Modifica les dades a Wikidata |
|        | Can Preses              | Celrà    | masia            |                             | 42° 01′ 33″ N, 2° 52′ 10″ E / 42.0257906815504°N,2.86932285671627°E          |                                                      |                     | Modifica les dades a Wikidata |
|        | Can Prim                | Celrà    | masia            |                             | 42° 01′ 00″ N, 2° 52′ 50″ E / 42.0166792456547°N,2.88059809204794°E          |                                                      |                     | Modifica les dades a Wikidata |
|        | Can Punxa               | Celrà    | masia            |                             | 41° 59′ 33″ N, 2° 52′ 14″ E / 41.9923684857584°N,2.87063478964714°E          |                                                      |                     | Modifica les dades a Wikidata |
|        | Can Ribes               | Celrà    | masia            |                             | 41° 59′ 36″ N, 2° 52′ 10″ E / 41.9932316341834°N,2.86931703661066°E          |                                                      |                     | Modifica les dades a Wikidata |
|        | Can Sabat               | Celrà    | masia            |                             | 42° 01′ 29″ N, 2° 53′ 03″ E / 42.0248160053621°N,2.88427917023607°E          |                                                      |                     | Modifica les dades a Wikidata |
|        | Can Sentato             | Celrà    | masia            |                             | 42° 01′ 17″ N, 2° 53′ 07″ E / 42.021349356934°N,2.88517928438468°E           |                                                      |                     | Modifica les dades a Wikidata |
|        | Can Simon               | Celrà    | masia            |                             | 42° 02′ 22″ N, 2° 52′ 30″ E / 42.0393339036882°N,2.87496164834994°E          |                                                      |                     | Modifica les dades a Wikidata |
|        | Can Taverner            | Celrà    | masia            |                             | 42° 01′ 24″ N, 2° 53′ 22″ E / 42.0233260498117°N,2.8895000582971°E           |                                                      |                     | Modifica les dades a Wikidata |
|        | Can Taverner Petit      | Celrà    | masia            |                             | 42° 01′ 12″ N, 2° 53′ 13″ E / 42.0199550816709°N,2.8869452532436°E           |                                                      |                     | Modifica les dades a Wikidata |
|        | Can Toni Maco           | Celrà    | masia            |                             | 42° 01′ 36″ N, 2° 52′ 07″ E / 42.0267356165468°N,2.86865653372263°E          |                                                      |                     | Modifica les dades a Wikidata |
|        | Can Verai               | Celrà    | masia            |                             | 42° 01′ 13″ N, 2° 52′ 14″ E / 42.02028056°N,2.87055833°E 119 msnm            |                                                      | Can Verai           | Modifica les dades a Wikidata |
|        | Can Verdera             | Celrà    | masia            | Estil: arquitectura popular | 42° 01′ 27″ N, 2° 52′ 51″ E / 42.024135°N,2.880892°E                         | bé integrant del patrimoni cultural català           |                     | Modifica les dades a Wikidata |
|        | Can Vilar               | Celrà    | masia            |                             | 42° 01′ 25″ N, 2° 51′ 03″ E / 42.0235885562767°N,2.85084621565737°E          |                                                      |                     | Modifica les dades a Wikidata |
|        | Mas Blanc               | Celrà    | masia            |                             | 42° 02′ 26″ N, 2° 52′ 47″ E / 42.0404468893749°N,2.879804499339°E            |                                                      |                     | Modifica les dades a Wikidata |
|        | Mas Cuc                 | Celrà    | masia            |                             | 42° 00′ 32″ N, 2° 52′ 48″ E / 42.0089238715008°N,2.879972546259°E            |                                                      |                     | Modifica les dades a Wikidata |
|        | Mas Espolla             | Celrà    | masia            |                             | 42° 00′ 59″ N, 2° 53′ 39″ E / 42.0164°N,2.89417°E                            | bé cultural d'interès local                          |                     | Modifica les dades a Wikidata |
|        | Mas Terradell           | Celrà    | masia            |                             | 42° 00′ 53″ N, 2° 53′ 36″ E / 42.0146922091149°N,2.89322279734127°E 94 msnm  |                                                      |                     | Modifica les dades a Wikidata |
|        | Mas de la Mina          | Celrà    | masia            |                             | 42° 01′ 28″ N, 2° 52′ 31″ E / 42.0243562890857°N,2.8753171413163°E           |                                                      |                     | Modifica les dades a Wikidata |
|        | Mas de la Torre Desvern | Celrà    | masia            |                             | 42° 01′ 20″ N, 2° 52′ 58″ E / 42.0221846288591°N,2.88285862923858°E          |                                                      |                     | Modifica les dades a Wikidata |
|        | Mas dels Bruguers       | Celrà    | masia            |                             | 42° 02′ 10″ N, 2° 52′ 15″ E / 42.0360330670832°N,2.87096912900001°E          |                                                      |                     | Modifica les dades a Wikidata |
|        | Torre Desvern           | Celrà    | masia casa forta | Estil: arquitectura gòtica  | 42° 01′ 19″ N, 2° 52′ 58″ E / 42.02208333°N,2.88286111°E 107 msnm            | bé d'interès cultural bé cultural d'interès nacional | Torre Desvern       | Modifica les dades a Wikidata |
|        | la Cabanya              | Celrà    | masia            |                             | 42° 01′ 42″ N, 2° 52′ 15″ E / 42.0282060920491°N,2.87076751698502°E          |                                                      |                     | Modifica les dades a Wikidata |

## muntanya
| imatge | Nom                       | Ubicat a     | instància de | Detalls | coordenades                                                            | Protecció | Commons (més fotos)              | Dades a WD                    |
| ------ | ------------------------- | ------------ | ------------ | ------- | ---------------------------------------------------------------------- | --------- | -------------------------------- | ----------------------------- |
|        | Muntanya de Cabrera       | Celrà        | muntanya     |         | 42° 00′ 53″ N, 2° 52′ 02″ E / 42.0146°N,2.86722°E 282.9 msnm           |           |                                  | Modifica les dades a Wikidata |
|        | Muntanya de Can Peric     | Celrà        | muntanya     |         | 42° 00′ 43″ N, 2° 52′ 22″ E / 42.0119°N,2.87267°E 274.2 msnm           |           |                                  | Modifica les dades a Wikidata |
|        | Muntanya de Sant Miquel   | Girona Celrà | muntanya     |         | 42° 00′ 25″ N, 2° 51′ 44″ E / 42.0068953001°N,2.86209176566°E 385 msnm |           | Muntanya de Sant Miquel (Girona) | Modifica les dades a Wikidata |
|        | Muntanya de les Alzinetes | Celrà        | muntanya     |         | 42° 00′ 23″ N, 2° 53′ 31″ E / 42.0065°N,2.89208°E 215.9 msnm           |           |                                  | Modifica les dades a Wikidata |
|        | Muntanya del Castell      | Celrà        | muntanya     |         | 42° 00′ 36″ N, 2° 53′ 16″ E / 42.0101°N,2.88783°E 188.8 msnm           |           |                                  | Modifica les dades a Wikidata |
|        | Puig Bisbal               | Celrà        | muntanya     |         | 42° 00′ 32″ N, 2° 52′ 13″ E / 42.0088°N,2.87027°E 279.1 msnm           |           |                                  | Modifica les dades a Wikidata |
|        | Puig d'en Batet           | Celrà Juià   | muntanya     |         | 41° 59′ 28″ N, 2° 53′ 50″ E / 41.9911°N,2.89735°E 386.7 msnm           |           |                                  | Modifica les dades a Wikidata |
|        | el Cap de Porc            | Celrà Juià   | muntanya     |         | 42° 00′ 14″ N, 2° 53′ 52″ E / 42.0038°N,2.89785°E 284.4 msnm           |           |                                  | Modifica les dades a Wikidata |

## pont
| imatge | Nom               | Ubicat a | instància de | Detalls | coordenades                                                         | Protecció | Commons (més fotos) | Dades a WD                    |
| ------ | ----------------- | -------- | ------------ | ------- | ------------------------------------------------------------------- | --------- | ------------------- | ----------------------------- |
|        | Pont d'Aumet      | Celrà    | pont         |         | 42° 02′ 15″ N, 2° 53′ 23″ E / 42.0374845461191°N,2.88959635228821°E |           |                     | Modifica les dades a Wikidata |
|        | Pont de Cal Gras  | Celrà    | pont         |         | 42° 02′ 06″ N, 2° 52′ 52″ E / 42.0350261692538°N,2.88101076720747°E |           |                     | Modifica les dades a Wikidata |
|        | Pont de l'Aviació | Celrà    | pont         |         | 42° 02′ 17″ N, 2° 53′ 12″ E / 42.0381481604078°N,2.88664720992949°E |           |                     | Modifica les dades a Wikidata |
|        | Pont del Lluc     | Celrà    | pont         |         | 42° 01′ 55″ N, 2° 52′ 13″ E / 42.0320334190598°N,2.87033693707168°E |           |                     | Modifica les dades a Wikidata |

## teuleria
| imatge | Nom                          | Ubicat a | instància de | Detalls                     | coordenades                                          | Protecció                                  | Commons (més fotos) | Dades a WD                    |
| ------ | ---------------------------- | -------- | ------------ | --------------------------- | ---------------------------------------------------- | ------------------------------------------ | ------------------- | ----------------------------- |
|        | Rajoleria Bosc de la Pedrera | Celrà    | teuleria     | Estil: arquitectura popular |                                                      | bé integrant del patrimoni cultural català |                     | Modifica les dades a Wikidata |
|        | Rajoleria Punxaserra         | Celrà    | teuleria     | Estil: arquitectura popular |                                                      | bé integrant del patrimoni cultural català |                     | Modifica les dades a Wikidata |
|        | Rajoleria de Can Verai       | Celrà    | teuleria     | Estil: arquitectura popular | 42° 01′ 17″ N, 2° 52′ 14″ E / 42.021295°N,2.870457°E | bé integrant del patrimoni cultural català |                     | Modifica les dades a Wikidata |

## Misc
| imatge | Nom                                  | Ubicat a                                  | instància de                                                                  | Detalls                                                               | coordenades | Protecció                                  | Commons (més fotos) | Dades a WD                    |
| ------ | ------------------------------------ | ----------------------------------------- | ----------------------------------------------------------------------------- | --------------------------------------------------------------------- | --- | ------------------------------------------ | ------------------- | ----------------------------- |
|        | Carrer Maria Cristina                | Celrà                                     | carrer                                                                        |                                                                       | 42° 01′ 28″ N, 2° 52′ 45″ E / 42.024557°N,2.879194°E                                                              | bé integrant del patrimoni cultural català |                     | Modifica les dades a Wikidata |
|        | Estació de Celrà                     | Celrà                                     | estació de ferrocarril                                                        |                                                                       | 42° 01′ 38″ N, 2° 52′ 30″ E / 42.027166666666666°N,2.8749444444444445°E 65.7 msnm                                 |                                            | Celrà train station | Modifica les dades a Wikidata |
|        | Fàbrica Pagans                       | Celrà                                     | edifici industrial casa consistorial Ús: seu del govern local centre cultural | 1902                                                                  | 42° 01′ 36″ N, 2° 52′ 28″ E / 42.026580555556°N,2.8743888888889°E ca:Ctra. de Juià i carrer de la Fàbrica 65 msnm | bé cultural d'interès local                | Fàbrica Pagans      | Modifica les dades a Wikidata |
|        | Mas Blanc                            | Celrà                                     | assentament humà                                                              |                                                                       | |                                            |                     | Modifica les dades a Wikidata |
|        | Molí de Masvalls                     | Celrà                                     | molí d'aigua                                                                  | Estil: arquitectura popular                                           | 42° 01′ 05″ N, 2° 52′ 51″ E / 42.017995°N,2.88081°E                                                               | bé integrant del patrimoni cultural català |                     | Modifica les dades a Wikidata |
|        | Monument als donants de sang a Celrà | Celrà                                     | monument                                                                      | Creador: Salvador Cortadellas 2002-11-23 Anomenat per: donant de sang | 42° 01′ 36″ N, 2° 53′ 15″ E / 42.02675°N,2.8876166666666667°E                                                     |                                            |                     | Modifica les dades a Wikidata |
|        | Muntanya del Congost                 | Celrà                                     | serra                                                                         |                                                                       | 42° 01′ 06″ N, 2° 51′ 38″ E / 42.018375°N,2.86065278°E 328.4 msnm                                                 |                                            |                     | Modifica les dades a Wikidata |
|        | Ter                                  | Ripollès Osona Selva Gironès Baix Empordà | curs d'aigua riu principal                                                    | Desemboca: mar Mediterrània Llarg: 208km Conca: 3010km²               | 42° 25′ 40″ N, 2° 15′ 24″ E / 42.427778°N,2.256667°E 42° 01′ 24″ N, 3° 11′ 31″ E / 42.02347°N,3.19187°E           |                                            | Ter River           | Modifica les dades a Wikidata |
|        | font del Borni                       | Celrà                                     | font                                                                          |                                                                       | 42° 00′ 14″ N, 2° 51′ 55″ E / 42.003834°N,2.865352°E 250 msnm                                                     |                                            | Font del Borni      | Modifica les dades a Wikidata |